# Буччеллати, Антонио
Антонио Буччеллати (итал. Antonio Buccellati; 22 мая 1831, Милан — 5 февраля 1890, там же) — итальянский юрист, прозаик, педагог.

## Биография
Преподавал классическую литературу в епископальной семинарии Милана.
Был профессором Павийского университета, где читал курс лекций по каноническому и государственному праву. В 1888 году был избран почётным членом Берлинского юридического общества. 
Автор ряда литературных (особенно о Данте) и исторических монографий, а также трудов в области права.

## Избранные публикации
- «Sommi principii del diritto penale» (Милан, 1865),
- «Del reato» (1866),
- «Il codice penale per l’esercito» (1870),
- «Pena militare» (1871),
- «Prigioni militari» (1872),
- «Abolizione della pena di morte» (1872),
- «Il progresso morale, civile, letterario, quale si manifesta nelle opere di Manzoni» (2 т., 1873),
- «Manzoni ossia il progresso morale, civle e letterario» (1873),
- «La lingua parlata di Firenze e la lingua letteraria in Italia» (1875),
- «L’ideale in lette ratura» (1875),
- «La pena» (1875),
- «L’Allucinazione» (роман, 3 т., 1875),
- «Le système cellulaire» (1876),
- «Il reato di bancarotta» (1876),
- «Le prigioni della Spagna» (Рим, 1876),
- «La Scuola d’Atene di Raffaelle» (Урбино, 1876),
- «La scuola francese e la scuola italiana di diritto penale» (1877),
- «Relazione intorno agli studii della commissione pel riesame del progetto di codice penale italiano» (1878-79),
- «La libertà di Stampa» (Милан, 1880),
- «Il nihilismo e la ragione del diritto penale» (1882),
- «Progetto del codice penale libro I» (1887).

Кроме того, А. Буччеллати издал ряд брошюр юридического и политического содержания.